# Licença pública Mozilla
A licença pública Mozilla (Mozilla Public License, em inglês) é uma licença para software livre de código aberto desenvolvida e mantida pela Mozilla Foundation. A advogada Mitchell Baker criou a versão 1.0 quando trabalhava na empresa Netscape Communications Corporation e a versão 1.1 quando trabalha na Mozilla Foundation. A versão 2.0 foi supervisionada pela Mitchell Baker e liderado pelo Luis Garcia. O desenvolvimento da versão 2.0 foi um processo aberto com a participação de usuários, advogados e organizações como a Free Software Foundation e Open Source Initiative.

## Licença
O seu principal uso nos vários programas desenvolvidos pela Mozilla, como Mozilla Firefox e Mozilla Thunderbird. Outros programas, como o LibreOffice, também utilizam a licença.
A licença é similar ao copyleft, mas não é tão rígida quanto à distribuição de trabalhos derivados. Especificamente, o código fonte copiado ou alterado sob a licença Mozilla deve continuar sob esta licença. Porém, este código pode ser combinado em um programa com arquivos proprietários. Além disso, é possível criar uma versão proprietária de um código sob a licença Mozilla. Por exemplo, o navegador Netscape 6 e 7 são versões proprietárias das versões correspondentes da suíte Mozilla.
Adicionalmente, os pacotes de software da Mozilla Foundation incluem logos, ícones, a palavra "Mozilla", e referências a outras marcas. A fundação utiliza a seguinte política para restringir a redistribuição: a obrigação de inclusão de citação do autor, de forma similar à obnoxious advertising clause (cláusula de propaganda detestável, como era chamada pelo projeto GNU) das primeiras versões da licença BSD; e a impossibilidade de menção quando determinado projeto é derivado de qualquer versão da suíte Mozilla, do Firefox ou softwares relacionados.

## Compatibilidade com aGNU GPL
A MPL 1.1 é classificada como incompatível com a GNU GPL pela FSF com a seguinte descrição:
"Esta é uma licença de software livre que não é fortemente copyleft; diferentemente da licença X11, ela tem algumas restrições complexas que a tornam incompatível com a GNU GPL. Isto é, um módulo coberto pela GPL e um módulo coberto pela licença Mozilla não podem ser legalmente ligados. Por esta razão, nós recomendamos fortemente que a licença Mozilla não seja utilizada."
"Porém, a versão 1.1 da licença Mozilla contém uma cláusula (seção 13) que permite a um programa (ou parte dele) escolher uma outra licença como alternativa. Se um programa permite a licença GNU GPL como alternativa de escolha, ou qualquer outra licença compatível com a GPL, então esta parte do programa tem uma licença compatível com a GPL."
A MPL 2.0 é compatível com a GNU GPL, porém, permite optar pela não compatibilidade utilizando o anexo B da licença.